# Krzysztof Kwiatkowski (pedagog)
Krzysztof J. Kwiatkowski, pseud. Krisek (ur. 27 października 1952 w Łodzi) – polski pisarz-propagator survivalu i pedagog.

## Życiorys
Syn Sławomira Kwiatkowskiego, spadochroniarza 1 Samodzielnej Brygady Spadochronowej dowodzonej przez gen. Stanisława Sosabowskiego, uczestnika bitwy pod Arnhem (w ramach operacji Market Garden, 1944 r.), który należał do nielicznej grupy polskich żołnierzy, którzy przeprawili się z Driel na północny brzeg Dolny Ren (rzeka) i walczyli w Oosterbeek; odznaczony Krzyżem Walecznych. W okresie inwazji wojsk Układu Warszawskiego na Czechosłowację, kiedy syn udawał się we wrześniu 1968 r. do internatu w odległym mieście, doświadczony ojciec udzielił mu rzetelnych instrukcji postępowania w razie wybuchu wojny. Była to pierwsza, poważna lekcja przetrwania.
Uczeń prywatnego Liceum OO. Pijarów w Krakowie oraz później VIII LO w Łodzi. Zaraz po maturze, będąc studentem Wyższej Szkoły Sztuk Plastycznych (obecnie Akademia Sztuk Pięknych) w Łodzi, udzielał się jako niezrzeszony pedagog uliczny i współpracował z jednym z łódzkich domów dziecka. Założył nieformalną Grupę Resocjalizacyjną działającą ponad 10 lat. Ukończył studia pedagogiczne o specjalności „pedagogika opiekuńcza” na Uniwersytecie Łódzkim oraz studia podyplomowe o specjalności „resocjalizacja” w Wyższej Szkole Pedagogiki Specjalnej (obecnie Akademia Pedagogiki Specjalnej) w Warszawie. Pracował zawodowo przez 35 lat z trudną młodzieżą (Pogotowie Opiekuńcze, Młodzieżowy Ośrodek Wychowawczy) oraz dodatkowo jako pedagog i nauczyciel przysposobienia obronnego w ośmioklasowej szkole podstawowej (ok. 10 lat). Wykładał  na Uniwersytecie Łódzkim oraz w Wyższej Szkole Pedagogicznej w Łodzi (metodyka resocjalizacji); przez rok – w warszawskiej AWF (survival). Był jednym z trenerów na kursach dla instruktorów survivalu w Polskiej Akademii Sportu.
Od około 1986 roku organizuje obozy survivalowe w Bieszczadach. Brał udział w rajdzie samochodowym organizowanym przez Romualda Koperskiego Transsyberia (Gdańsk-Magadan-Gdańsk, 30 000 km) jako odpowiedzialny za sprawy przetrwania oraz korespondent dla PAP. Zaproszony do współtworzenia w 2005 r. Międzynarodowego Festiwalu Odkrywców, Podróżników i Ludzi Aktywnych Mediatravel w Łodzi  przedstawił survival oraz jego znanych przedstawicieli. Zajmuje się filozofią survivalu w kontekście „kondycji człowieka”, psychologią przetrwania, fizjologią ekstremalną. Publikował w nieistniejącym już dwumiesięczniku Survival i prowadzi strony internetowe, tj. pierwsza stronę powstałą w Polsce poświęconą survivalowi (1997) oraz pierwszą stronę ukazującą survival inaczej, niż wszystkie inne strony (2013). Instruktor ratownictwa od 2001 roku, po skończeniu trójstopniowego kursu w Wielkopolskim Centrum Edukacji Medycznej w Poznaniu. Został wybrany prezesem Stowarzyszenia Polska Szkoła Surwiwalu, którego był głównym założycielem w 2010 roku. Uczestniczył wraz z Pawłem Drozdem w eksperymencie radiowym „Od zmierzchu do świtu”: zimowym nocowaniu, w lesie bez specjalistycznego sprzętu i specjalistycznej odzieży, transmitowanym „na żywo” na antenie Programu III 20 i 21 lutego 2013 – eksperyment zakończył się powodzeniem.
W 1998 roku był powołany przez sekretarz stanu Irenę Dzierzgowską do uczestnictwa w Zespole ds. Reformy systemu profilaktyki i opieki nad dzieckiem przy MEN. Obecnie pracuje nad survivalem jako metodą pracy z młodzieżą trudną. Zajmuje się procesami wychowawczymi w rodzinie – interesuje go możliwość zastosowania metodyki survivalowej w naprawie stosunków między dziećmi a rodzicami w okresie „młodzieńczego buntu”. Obszarem zainteresowania jest także survival dla osób niepełnosprawnych. Od 2008 roku bierze udział w survivalowych przedsięwzięciach na rzecz pracy z dziećmi i młodzieżą w ramach projektów unijnych. Wraz z zespołem specjalistów tworzy projekt szkolenia survivalowego dla polskich sił zbrojnych. Centrum Informacyjne Lasów Państwowych wydało w 2018 roku książkę Leśny survival, której był pomysłodawcą, głównym autorem i redaktorem. Zaprosił do współpracy 5 autorów oraz ilustratora.

## Definicja survivalu według Krzysztofa J. Kwiatkowskiego
Najprostszą definicją jest określenie survivalu mianem samoratownictwa.
Na survival składa się zespół postaw i świadomych zabiegów przygotowujących do przetrwania oraz służących przetrwaniu w przewidywanych trudnych i skrajnie trudnych sytuacjach. Survival jest sztuką dostosowywania samego siebie do warunków zewnętrznych oraz sztuką dostosowywania warunków zewnętrznych do swoich potrzeb. Przydatność swą okazuje zwłaszcza wtedy, gdy dotyczy to sytuacji nietypowych, nagłych i groźnych, zwłaszcza wobec braku podstawowych środków do życia oraz narzędzi.
Survival jest dziedziną działalności człowieka skierowaną na ochronę samego siebie jako jednostki, gatunku, a także – swego habitatu, czyli szeroko rozumianego środowiska społecznego i przyrodniczego. Survival traktowany jako zbiór metod wychowawczych (w tym samorozwojowych, terapeutycznych, resocjalizacyjnych) może być nazwany „szkołą życia i przetrwania”. Daje się umieścić w pedagogice przygody (por.: Outward Bound, Erlebnis-Pädagogik). Doskonalenie się w survivalu przyjmuje formy zabawy i rekreacji nawiązując tym samym do teorii ćwiczenia przygotowawczego Karla Groosa, teorii rekapitulacji, poglądów Jeana Piageta, Erika Eriksona.

## Publikacje
- Survival po polsku, F-ma Tomczak, 1996; ISBN 83-85797-79-3
- Refleksje o resocjalizacji – po pobycie w USA, Opieka Wychowanie Terapia, 3(27), 1996
- Survival po polsku. Szkoła przeżycia dla normalnych i szalonych, F-ma Tomczak, 2001; ISBN 83-85797-77-7
- Mój survival, [w:] "SURVIVAL" nr 4-5 (4), 2003
- Survival, czyli sztuka przetrwania – możliwości wykorzystania programu w resocjalizacji, [w:] Pospiszyl I., Konopczyński M. (red.), Resocjalizacja – w stronę środowiska otwartego, Pedagogium, APS, 2007; ISBN 83-922456-1-X
- Inni – wyznania bardzo osobiste, [w:] Chrzanowska I., Jachimczak B., Podgórska-Jachnik D. (red.), Miejsce innego we współczesnych naukach o wychowaniu. T. 3., WSP/EGP Łódź 2009; ISBN 978-83-926719-8-5
- Sztuka przetrwania – modus vivendi, [w:] Bergier J., Sroka M. (red.), Survival w teorii i praktyce, Wyd. PWSZ im. Papieża Jana Pawła II Biała Podlaska 2009; ISBN 978-83-61044-56-7
- Survivalowe rozmyślania, [w:] Bergier J., Sroka M. (red.), Survival w teorii i praktyce, Wyd. PWSZ im. Papieża Jana Pawła II Biała Podlaska 2009; ISBN 978-83-61044-56-7
- Szerokie horyzonty survivalu [w:] Dycht M., Marszałek L. (red.), Dylematy (niepełno)sprawności – rozważania na marginesie studiów kulturowo-społecznych, Wyd. Salezjańskie, Uniwersytet Kardynała Stefana Wyszyńskiego 2009; ISBN 978-83-7201-398-9
- Survival [w:] Rokicka B. (red.), Poradnik pedagoga szkolnego. Wyd. Raabe Warszawa 2010; ISBN 978-83-7696-089-0
- Zapomniane wpływy natury. Survival drogą do samego siebie? [w:] Hirszel K., Szczepanik R., Zbonikowski A., Modrzejewska D. (red.), Psychospołeczne uwarunkowania defaworyzacji dzieci i młodzieży. Wyd. Engram/Difin Warszawa 2010; ISBN 978-83-7641-323-5
- Tacy sami inni [w:] Chrzanowska I., Jachimczak B., Podgórska-Jachnik D. (red.), Miejsce innego we współczesnych naukach o wychowaniu. T. 4., Wydawnictwo Naukowe WSP Łódź 2011; ISBN 978-83-62684-08-3
- Przygoda survivalu [w:] Palamer-Kabacińska E., Leśny A., (red.), Edukacja przygodą, Fundacja Pracownia Nauki i Przygody Warszawa 2012; ISBN 978-83-935273-1-1
- Wiem, że to możliwe... Praktyka łamiąca stereotypy w resocjalizacji [w:] Kantowicz E., Leszczyńska-Rejchert A., (red.), Stereotypy w pedagogice, pracy socjalnej i resocjalizacji, Wydawnictwo Edukacyjne Akapit Toruń 2012; ISBN 978-83-63955-07-6
- Survival po polsku. III Edycja, Sagalara, Łódź 2015, ISBN 978-83-62174-35-5
- Zachłyśnięcie pozytywną przygodą [w:] Głos Pedagogiczny (86), Poznań, luty 2017
- Wstać, przynieść wody, narąbać drzewa [w:] Droga (15-16), Kraków, sierpień 2017
- Nie ma uczniów trudnych [w:] Wychowawca (10), Kraków, październik 2017
- Survival po polsku. Początek, Sagalara, Łódź 2017, ISBN 978-83-62174-45-4
- Survival po polsku. Sztuka i rzemiosło, Sagalara, Łódź 2017, ISBN 978-83-62174-46-1
- Survival po polsku. Ścieżki, Sagalara, Łódź 2017, ISBN 978-83-62174-47-8
- Leśny survival, (współredaktor i współautor), Centrum Informacyjne Lasów Państwowych, Warszawa 2018, ISBN 978-83-63895-41-9
- Operacja Market-Garden; Oczami żołnierzy 1. Samodzielnej Brygady Spadochronowej gen. Stanisława Sosabowskiego, (współautor z ojcem - Sławomirem Kwiatkowskim, redaktor), Fundacja Projekt Historia, Wrocław 2023, ISBN 978-83-966519-0-7